# 에스디패션디자인전문학교
에스디패션전문학교(에스디패션디자인專門學校, SD Fashion College)는 서울특별시 강남구에 위치한 직업전문학교이다.

## 연혁
- 1962년: 시대복장학원 설립
- 1998년 10월 에스디패션전문학교로 개편
- 2002년 2월 SD패션디자인직업전문학교로 교명 변경